# Сплячий і красуня
«Сплячий і красуня» — фільм 2008 року.

## Зміст
Олена — медсестра. Її життя складається з сірих буднів і не особливо багате на події. Та одного «прекрасного» дня вона знаходить у своїй квартирі труп людини, яку вона навіть не знала. З цього моменту закручується захоплююча низка подій, яка назавжди змінить життя дівчини.